# 비산동 (안양시)
비산동(飛山洞)은 경기도 안양시 동안구의 법정동이다.

## 역사
- 1964년 1월 1일 : 시흥군 안양읍 비산리
- 1973년 7월 1일 : 안양시 비산동
- 1982년 9월 1일 : 비산1동과 비산2동으로 분동
- 1990년 5월 20일 : 비산2동에서 비산3동으로 분동 (26통/171반)
- 1992년 10월 1일 : 동안구에 편제

## 주요 시설

### 3동
- 안양종합운동장(FC 안양 홈구장)
- 안양체육관(안양 KGC인삼공사 홈구장)

## 문화재
- 안양 비산동 도요지 - 경기도 기념물 제124호

## 교육

### 1동
- 대림대학
- 임곡중학교
- 안양동초등학교
- 샘모루초등학교

### 2동
- 안양중앙초등학교

### 3동
- 비산초등학교
- 비산중학교

## 주요 아파트
| 단지명                  | 건설사                         | 시행사                                          | 주소                      | 입주        | 비고                               |
| ----------------------- | ------------------------------ | ----------------------------------------------- | ------------------------- | ----------- | ---------------------------------- |
| 더 포레스트 힐          | 한신공영 ㈜국제종합토건        | 대한주택공사                                    | 동안구 임곡로 43          | 2003년 3월  | '임곡 주공그린빌'에서 단지명 변경  |
| 임곡 휴먼시아           | ㈜신일건업                     | 대한주택공사                                    |                           |             |                                    |
| 비산 삼성래미안         | 삼성물산㈜ 건설부문            | 비산주공2단지 재건축주택조합                    | 동안구 관악대로 121       | 2003년 12월 | 비산주공 2단지 재건축              |
| 평촌 래미안 푸르지오    | 삼성물산㈜ 건설부문 대우건설   | 비산2동주민센터주변지구 주택재건축정비사업조합  | 동안구 경수대로884번길 12 | 2021년 11월 | 비산2동주민자치센터주변지구 재건축 |
| 평촌자이 아이파크       | ㈜지에스건설 현대산업개발      | 임곡3지구 주택재개발정비사업조합                | 동안구 비산로 22          | 2021년 12월 | 임곡3지구 재개발                   |
| 비산 e편한세상          | 대림산업                       | 새로본건설㈜ 비산동 대림지역주택조합            | 동안구 관악대로 171       | 2008년 10월 |                                    |
| 평촌 엘프라우드 1단지   | 대우건설 현대건설 ㈜지에스건설 | 비산초교주변지구 주택재개발정비사업조합         | 동안구 매곡로 23          | 2024년 6월  | 비산초등학교주변지구 재개발        |
| 평촌 엘프라우드 2단지   | 대우건설 현대건설 ㈜지에스건설 | 비산초교주변지구 주택재개발정비사업조합         | 동안구 운곡로 60          | 2024년 6월  | 비산초등학교주변지구 재개발        |
| 평촌자이 퍼스니티 1단지 | ㈜지에스건설                   | 뉴타운맨션삼호아파트지구 주택재건축정비사업조합 |                           |             | 뉴타운삼호 재건축                  |
| 평촌자이 퍼스니티 2단지 | ㈜지에스건설                   | 뉴타운맨션삼호아파트지구 주택재건축정비사업조합 |                           |             | 뉴타운삼호 재건축                  |
| 비산 힐스테이트         | 현대건설                       | 부용맨션 재건축주택조합                         | 동안구 안양천동로 162     | 2005년 11월 | 비산부용맨션 재건축                |
| 힐스테이트 비산 파크뷰  | 현대건설                       | 우리자산신탁㈜ 동인홀딩스㈜                     | 동안구 임곡로 70          | 2022년 4월  |                                    |
| 비산 롯데캐슬           | 롯데건설                       | 비산주공1단지 재건축조합                        | 동안구 관악대로106번길 72 | 2003년 9월  | 비산주공 1단지 재건축              |
| 비산 한화꿈에그린       | 한화㈜ 건설부문                | 한화㈜ 건설부문                                 | 동안구 경수대로883번길 33 | 2009년 11월 |                                    |